# Мэсон, Френсис ван Викк
Френсис ван Викк Мэсон (англ. Francis Van Wyck Mason, 11 ноября 1901, Бостон штат Массачусетс США — 28 августа 1978, Бермудские острова) — американский писатель и историк.

## Биография
Родился в семье, пустившей корни на североамериканском континенте ещё в XVII веке. Первые восемь лет он жил в Берлине, а затем в Париже, где его дед служил в качестве генерального консула США.
Во время Первой мировой войны в 1917 году, ещё будучи подростком, уехал в Европу, чтобы сражаться против Германии. Служил в экспедиционном корпусе во Франции в 1918—1919 годах в артиллерии. Был награждён офицерским Орденом Почётного легиона.
В 1924 году окончил Гарвардский университет. Последующие несколько лет путешествовал по миру, побывал в странах Европы, России, на Ближнем Востоке, в Северной и Центральной Африке, государствах Вест-Индии, объездил всю Центральную Америку.
Затем продолжил службу на родине в Национальной гвардии США.
С 1956 по 1978 год он жил на Бермудах. В 1978 году утонул во время купания у побережья Бермудских островов.

## Творчество
Дебют писателя состоялся в мае 1928 года, когда он опубликовал свой первый рассказ.
Автор 78 опубликованных романов, многие из которых были бестселлерами. Написал целый ряд морских и исторических романов.
Мэсон писал также о Гражданской войне в США, о колонизации Индии, детективы и вестерны.

## Избранная библиография
- Seeds of Murder (1930)
- Captain Nemesis (1931)
- The Vesper Service Murders (1931)
- Fort Terror Murders (1931)
- The Yellow Arrow Murders (1932)
- Spider House (1932)
- The Branded Spy Murders (1932)
- The Shanghai Bund Murders (1933)
- The Sulu Sea Murders (1933)
- The Budapest Parade Murders (1935)
- Murder in the Senate (1935, as Geoffrey Coffin with Helen Brawner)
- The Washington Legation Murders (1935)
- The Seven Seas Murders (1936)
- Captain North’s Three Biggest Cases (1936)
- The Forgotten Fleet Mystery (1936, as Geoffrey Coffin with A.H. Young O’Brien)
- The Hongkong Airbase Murders (1937)
- The Castle Island Case (1937)
- The Cairo Garter Murders (1938)
- Three Harbours (1938)
- The Singapore Exile Murders (1939)
- Stars on the Sea (1940)
- The Bucharest Ballerina Murders (1940)
- Hang My Wreath (1941, as Ward Weaver)
- Military intelligence — 8 (1941)
- The Rio Casino Intrigue (1941)
- Oriental Division G-2 (1942)
- Rivers of Glory (1942)
- Q-Boat (1943, as Frank W. Mason)
- The Fighting American (1943, editor)
- End Of Track (1943, as Ward Weaver)
- The Man from G-2 (1943)
- Pilots, Man Your Planes (1944, as Frank W. Mason)
- Flight Into Danger (1946, as Frank W. Mason)
- Saigon Singer (1946)
- Eagle in the Sky (1948)
- Cutlass Empire (1949)
- Dardanelles Derelict (1949)
- Valley Forge: 24 December 1777 (1950)
- Proud New Flags (1951)
- Himalayan Assignment (1952)
- Golden Admiral (1953)
- The Winter at Valley Forge (1953)
- Wild Drums Beat (1953)
- The Barbarians (1954)
- Blue Hurricane (1954)
- Two Tickets For Tangier (1955)
- Silver Leopard (1955)
- Captain Judas (1955)
- Our Valiant Few (1956)
- Lysander (1956)
- The Gracious Lily Affair (1957)
- The Young Titan (1959)
- Return of the Eagles (1959)
- Secret Mission to Bangkok (1960)
- The Battle of Lake Erie (1960)
- Colonel Hugh North Solves The Multi-Million-Dollar Murders (1960)
- Manila Galleon  (1961)
- The Sea 'Venture (1961)
- The Battles for New Orleans (1962)
- Trouble in Burma (1962)
- Zanzibar Intrigue (1963)
- Rascals' Heaven (1964)
- American Men at Arms (1964, editor)
- The Battle for Quebec (1965)
- Maracaibo Mission (1965)
- Wild Horizon (1966)
- Deadly Orbit Mission (1968)
- Roads to Liberty (1968)
- The Maryland Colony (1969)
- Harpoon in Eden (1969)
- Brimstone Club (1971)
- Log Cabin Noble (1973)
- Trumpets Sound No More (1975)
- Guns for Rebellion (1977)
- Armored Giants (1980).

Книги Френсиса Мэсона переведены на многие языки мира, в том числе и русский. Наиболее известные его произведения опубликованные в нашей стране: романы о пиратах — «Капитан Немезида», «Золотой адмирал», «Король абордажа»; исторические романы — «Серебряный леопард (о Первом крестовом походе)», «Варвары» и др.